# Gips-Schüle-Forschungspreis
Der Gips-Schüle-Forschungspreis ist ein deutscher Forschungspreis. Er zeichnet interdisziplinäre Forschungsprojekte „mit hohem Innovationspotential und gesellschaftlichem Nutzen“ aus. Die Stuttgarter Gips-Schüle-Stiftung schrieb den Forschungspreis 2012 zum ersten Mal aus, um die wissenschaftliche Beschäftigung auf dem Gebiet „Technik für den Menschen“ zu fördern und besondere Leistungen zu honorieren. Der seit dem Jubiläumsjahr 2015 mit 50.000 Euro dotierte Preis wird seit 2013 im zweijährlichen Turnus verliehen.

## Voraussetzungen und Vergabekriterien
Der Preis richtet sich an Forscher, deren Projekte an privaten oder öffentlichen Forschungseinrichtungen oder Wirtschaftsunternehmen in Baden-Württemberg durchgeführt werden. Eingereichte Forschungsprojekte dürfen höchstens zwei Jahre vor der Einreichung abgeschlossen worden sein, beziehungsweise müssen voraussichtlich innerhalb von zwei Jahren nach der Einreichung fertiggestellt werden. Die drei Vergabekriterien sind Innovationspotential, Interdisziplinarität sowie Anwendungsbezug in Verbindung mit gesellschaftlichem Nutzen. Sie fließen zu gleichen Teilen in die Entscheidung der Jury ein. Relevante Themenbereiche sind beispielsweise Gesundheit, Umwelt, Mobilität oder Wohnen und Leben.

## Ausschreibung
Der Gips-Schüle-Forschungspreis wird seit 2013 alle zwei Jahre ausgeschrieben. Am 10. Oktober 2012 wurde der Preis vorgestellt und erstmals ausgelobt. Die Festrede zur Veranstaltung hielt Wilhelm Krull, Vorsitzender des Bundesverbandes deutscher Stiftungen. An der einführenden Podiumsdiskussion zum Thema „Forschungsförderung“ im 21. Jahrhundert nahmen Theresia Bauer, Ministerin für Wissenschaft, Forschung und Kunst in Baden-Württemberg, Peter Frankenberg, Minister a. D. für Wissenschaft, Forschung und Kunst des Landes Baden-Württemberg und Thomas Weber, Vorstandsmitglied der Daimler AG, teil.
2015 wurde der Gips-Schüle-Forschungspreis anlässlich des 50. Jubiläums der Gips-Schüle-Stiftung mit 50.000 Euro dotiert und im Rahmen der Feierlichkeiten am 24. November in Stuttgart verliehen.

## Jury
Die unabhängige Jury des Gips-Schüle-Forschungspreises bilden:
- Peter Frankenberg, Aufsichtsratsmitglied der Gips-Schüle-Stiftung, Minister a. D. für Wissenschaft, Forschung und Kunst des Landes Baden-Württemberg und Mitglied im Beirat des Centrums für Hochschulentwicklung
- Britta Nestler, Institutsleiterin am Lehrstuhl für Mikrostruktursimulation in der Werkstofftechnik am KIT und am Institute of Materials and Processes der Hochschule Karlsruhe
- Ortwin Renn, geschäftsführender Direktor und Leiter der Abteilung für Technik- und Umweltsoziologie am Institut für Sozialwissenschaften der Universität Stuttgart, und Vorsitzender des Nachhaltigkeitsbeirats von Baden-Württemberg (NBBW).
- Engelbert Westkämper, ehemaliger Leiter des Fraunhofer-Instituts für Produktionstechnik und Automatisierung IPA und ehemaliger Lehrstuhlinhaber und Direktor des Instituts für Industrielle Fertigung und Fabrikbetrieb der Universität Stuttgart.
- Markus Brock, Fernsehmoderator beim Südwestrundfunk.

## Preisträger des Gips-Schüle-Forschungspreis
- 2013: Bionik-Projekt „Flectofin“ der Universitäten Stuttgart und Freiburg[3]
- 2015: Forschungsprojekt „Nanopartikel für eine umweltfreundliche Herstellung von organischen Solarzellen“ des Karlsruher Instituts für Technologie (KIT) in Kooperation mit der MJR PharmJet GmbH[4]
- 2017: Projekt zur Entwicklung eines plasmonischen Photodetektors des Karlsruher Instituts für Technologie (KIT)[5]
- 2019: Stefan Stevanović von der Universität Tübingen, in seinem Wirkstoffpeptidlabor stellen er und sein interdisziplinäres Team Impfstoffe für die Krebsimmuntherapie aus körpereigenen Peptiden her.[6]
- 2021: Harald Gießen, Alois Herkommer und Simon Thiele von der Universität Stuttgart für 3D-gedruckte Mikrooptiken[7]
- 2023: Forschungsprojekt „NECOC“ (Negative Emissions through converting Carbon diOxide to Carbon) des Karlsruher Instituts für Technologie[8]

## Andere Preise der Gips-Schüle-Stiftung

### Preis für soziale Innovation
Ein Preis für soziale Innovation wird von der Gips-Schüle-Stiftung alle zwei Jahre zusammen mit dem Gips-Schüle-Forschungspreis verliehen. Der Preis ist mit 15.000 Euro dotiert und zeichnet interdisziplinäre Forschungsprojekte mit besonderer sozialer Relevanz aus. Er wurde 2013 vom Aufsichtsrat der Gips-Schüle-Stiftung ins Leben gerufen. Die Vergabekriterien sind Interdisziplinarität, Innovationspotential und Anwendungsbezug im sozialen Bereich. Es ist nicht möglich, sich direkt auf den Sonderforschungspreis zu bewerben oder Projekte für den Sonderforschungspreis vorzuschlagen. Die Gewinner werden stattdessen aus den Einreichungen für den Gips-Schüle-Forschungspreis ausgewählt.
2016 wurde der Preis in Gedenken an den ehemaligen Vorstand in Thomas-Ducrée-Preis für soziale Innovation umbenannt. 2019 trug der Preis den Namen Klaus-Koeppen-Preis für soziale Innovation, 2021 den NamenJoachim-Reutter-Preis für soziale Innovation.

### Gips-Schüle-Sonderforschungspreis für soziale Innovation
- 2013: Gemeinschaftsprojekt „Assistenzsysteme für leistungseingeschränkte Menschen in der manuellen Montage“ der Hochschule Esslingen, der Schnaithmann Maschinenbau GmbH und der Beschützenden Werkstätte Heilbronn[9]
- 2015: Forschungsprojekt „Das sensomotorische Klavier“ des Klinikum rechts der Isar der Technischen Universität München[10]
- 2017: Julia Denecke und Christian Jauch vom Fraunhofer-Institut für Produktionstechnik und Automatisierung für Assistenzsystem für manuelle Werkstattarbeitsplätze mittels optischer 3D-Sensorik
- 2019: Nicolas Rüsch und Forschungsgruppe an der Klinik für Psychiatrie der Universität Ulm/BKH Günzburg für das Gruppenprogramm „In Würde zu sich stehen“[6]
- 2021: Oliver Parodi vom Karlsruher Institut für Technologie[7]

## Gips-Schüle-Stiftung
Der Gips-Schüle-Forschungspreis wird durch die Gips-Schüle-Stiftung vergeben, eine bürgerlich-rechtliche Stiftung zur Förderung von Wissenschaft und Forschung, Nachwuchs und Lehre mit Sitz in Stuttgart.
Die Stiftung wurde 1965 von den Nachkommen des Ehepaars Eduard und Marie Schüle in Bad Cannstatt bei Stuttgart gegründet. Das Ehepaar Schüle hatte im Jahr 1870 mit dem Bau der ersten Gipsfabrik in Stuttgart den industriellen Gipsabbau in der Region eingeführt. Im Laufe der Jahre waren das Unternehmen und damit auch das Familienvermögen gewachsen, mit dem nach dem Tod der Geschwister Bruno, Julie und Berta Schüle eine Stiftung errichtet wurde. Satzungszweck war zunächst „die Zuführung der Erträgnisse des Stiftungsvermögens an die Betriebsangehörigen der Schüle-Betriebe“. 1979 wurde der Stiftungszweck auf die Förderung von Wissenschaft und Forschung erweitert. 2009 trat an die Seite reiner Forschungsförderung auch die Förderung von Nachwuchs und Lehre hinzu.
Stiftungs-Vorstand ist Stefan Hofmann als Alleinvorstand, der 2016 nach dem Tod seines Vorgängers Thomas Ducrée das Amt übernahm. Der Aufsichtsrat hat sieben Mitglieder, dazu gehören u. a. Erwin Teufel, Cornelia Horz und Peter Frankenberg.